# الموسيقى في ألمانيا النازية

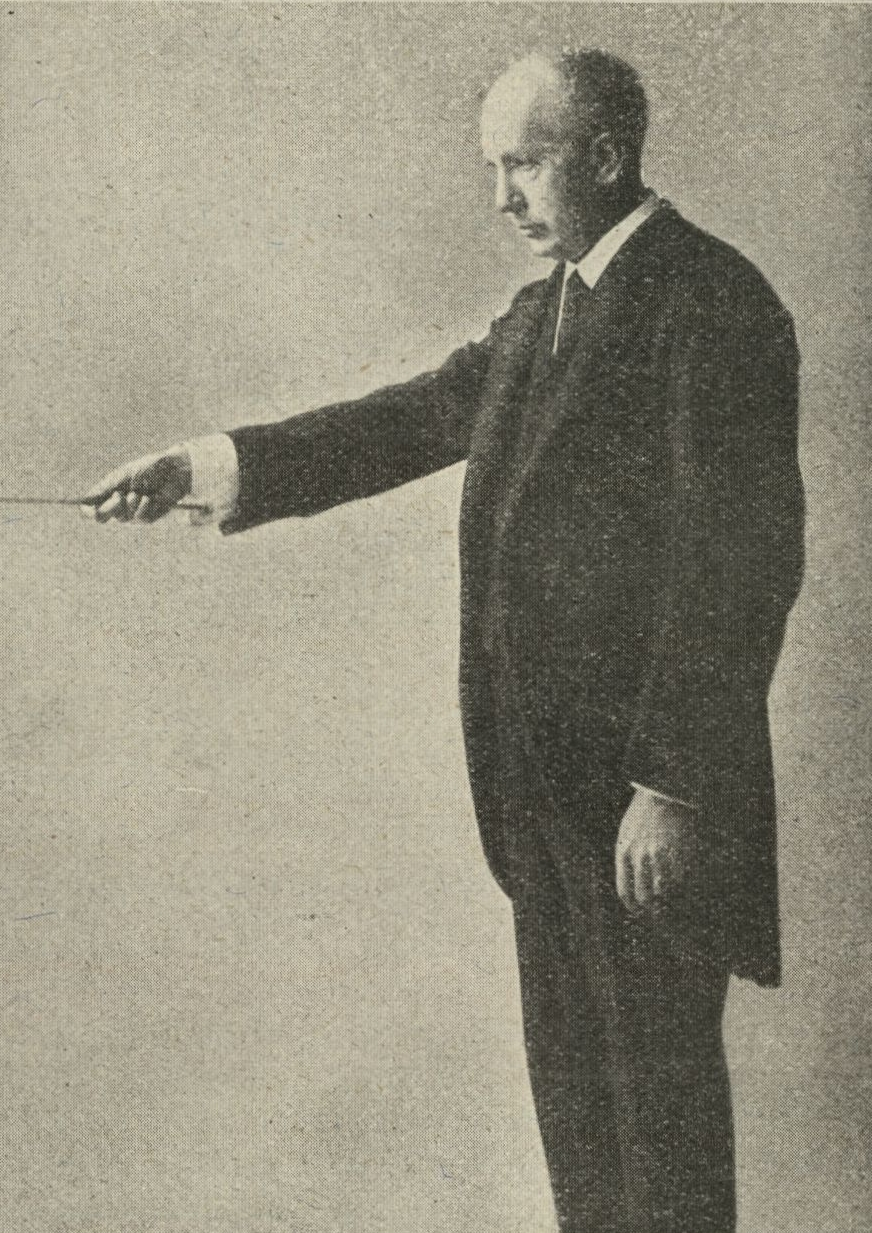
المؤلف الموسيقي والقائد ريشارد شتراوس عُيِّن رئيسًا لـ غرفة الرايخ للموسيقى، لكنه أُجبر لاحقًا على الاستقالة بسبب علاقته بكاتب يهودي لنص إحدى أوبراته.

الموسيقى في ألمانيا النازية كانت، شأنها شأن سائر النشاطات الثقافية في ظل ذلك النظام، خاضعةً لـ"التنسيق" أو جلايش شالتونج عبر أجهزة الدولة والحزب النازي، حيث اضطلع وزير الدعاية جوزيف غوبلز والمنظّر النازي البارز ألفريد روزنبرغ بأدوارٍ قيادية متنافسة. تفصح عن مركزية الدولة في ضبط الإنتاج الفني.
تركّزت أولويات تلك الهيئات على إقصاء المؤلفين والموسيقيين الشيوعيين واليهود من النشر والأداء، ومنع عرض الموسيقى المصنَّفة باعتبارها أو "معادية للألمانية" أو "منحطّة" او "يهودية". وفي مقابل ذلك، جرى الترويج لأعمال المؤلفين "الجرمانيين" المفضّلين مثل ريتشارد فاغنر، لودفيغ فان بيتهوفن، وأنتون بروكنر. فقد شملت قائمة المنبوذين إلى جانب الموسيقيين اليهود طائفةً عريضة من الشيوعيين، والاشتراكيين الديمقراطيين، والحداثيين، وأتباع المدرسة التعبيرية، والداروينين الثقافيين، وحتى بعض الرأسماليين "المتحررين"، إن هم خالفوا الخط القومي الجمعي.
وكانت "المنحطّة" في المعجم النازي لا تشير إلى رداءة الفن، بل إلى انتمائه، اختلافيته، أو تمرده على "الروح الجرمانية"، فكان الفن الجاز، والموسيقى التجريبية، وفنّ الأندرجراوند، والتأليف الكنسي المفرط في "المشاعر الشرقية" كلّها تُدرَج ضمن دائرة الشك، حتى وإن لم يُوقّعها يهوديّ.
وقد اعتُبِرت هذه الأعمال مساهماتٍ إيجابية في بناء الـ مجتمع الشعب أو الشتات الألماني أو "جماعة الشعب " أو "جماعة الشعب الألماني" وهو لفظٌ مشحونٌ بدلالة اندماجية قومية، ظاهرُه احتشادٌ عضويّ للشعب تحت لواء وحدة الهوية والمصير وفي مرحلة متأخرة من الحرب العالمية الثانية ضم المصطلح وحدة القيادة.
عمل النظام النازي على ترسيخ الآيديولوجيا الآرية من خلال رقابة ثقافية صارمة، شملت إدراج الأعمال اليهودية ضمن القوائم السوداء، وحظر عروضٍ معينة في قاعات الحفلات، وضبط محتوى البث الإذاعي لخلق وحدة ثقافية تُكرّس القومية.
من خلال السيطرة على وسائط الاتصال، تمكنت غرفة الرايخ للثقافة من توجيه الرأي العام في المسألة الموسيقية، وترسيخ قناعاتها الهيمنية، مروّجةً للأعمال "الآرية" المتوافقة مع فكر الحزب النازي.
وقد صرّح وزير الدعاية جوزيف غوبلز بوضوح: "الراديو هو الوسيط الأشد تأثيرًا بين حركةٍ روحيّةٍ والأمة، بين الفكرة والشعب".
لذا، أولى غوبلز أهميةً كبيرة لاستغلال تكنولوجيا البث الإذاعي وقدرتها على الوصول إلى الجمهور الألماني بغض النظر عن حالته المادية أو الطبقية.
ولهذا الغرض، أُنتج جهاز استقبال إذاعي منخفض التكلفة أُطلق عليه اسم «مستقبِل الشعب» (Volksempfänger).

## الخلفية
شهد القرن التاسع عشر تحوّلًا في البنية الاقتصادية داخل ألمانيا. فقد أدّى صعود التصنيع واتساع الرقعة الحضرية إلى نشوء سوقٍ جديدة للموسيقى، حيث أضحى الأفراد قادرين على المشاركة في الثقافة الموسيقية، من خلال النوادي الاجتماعية الصغيرة، أو الفرق الموسيقية، التي بات بمقدورها شراء النوتات والآلات بسهولة.
ومن رحم هذا التوسّع، نشأت شبكةٌ موسيقيةٌ متشعّبةٌ بين المواطنين الألمان، قادت إلى نشوء قاعات حفلاتٍ وأوركسترات محلية في المدن والبلدات، مما زاد من تداول الأعمال الموسيقية الألمانية واليهودية على السواء.
وعندما تولّى أدولف هتلر والحزب النازي مقاليد السلطة، تدخّلوا في هذه المنتجات الثقافية الموسيقية، ضمن سياسة جلايش شالتونج (التنسيق)، التي سعت إلى ضبط المجال العام في كل صوره.
وفي خطابٍ ألقاه سنة 1935، صرّح وزير الدعاية جوزيف غوبلز بأهداف الرقابة النازية على الموسيقى الألمانية، قائلاً إنّ الموسيقى ينبغي أن تكون "ألمانية"، وأن تكون volksverbunden – أي مرتبطة بـالفولك، الشعب الألماني – وأن تُعبّر عن die deutsche Seele، "الروح الألمانية".
غير أنّ تفسير هذه الأهداف الرومانسية تُرك لكل سلطة من السلطات المتنافسة، فتنازعت فيما بينها تأويلاتٍ شديدة التفاوت: هل هذه النغمة "جرمانية" بما يكفي؟ هل ذاك المقطع اللحني يحمل أثرًا "سامياً"؟ وهل ثمّة سُلّمٌ موسيقيٌّ أكثر "نورديّة" من غيره؟
وكما لخّص أحد الكتّاب المعاصرين: "لم يرغبوا في عودةٍ بسيطة إلى الرومانسية في القرن التاسع عشر، ولا في استمرار للحداثة الطليعية في فايمار، ولكنهم كذلك رفضوا أيّ تجريب."

## السيطرة النازية على الموسيقى

### تأثير هتلر

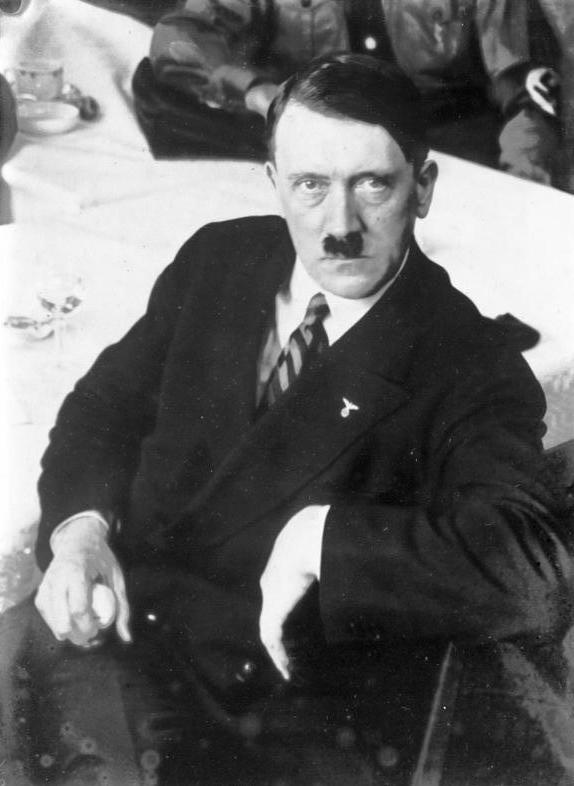
أدولف هتلر، 1932

كما في سائر وجوه إدارة الرايخ الثالث، لعبت الآراء الشخصية والتفضيلات الذوقية لـ أدولف هتلر دورًا محوريًا في تشكيل سياسة النظام تجاه الموسيقى. وقد اتبع هتلر في ذلك أسلوبًا إدارياً قائمًا على إحداث تداخل وتنافس بين الوكالات المختلفة التابعة للحزب والدولة، مما دفع قادتها إلى "العمل نحو الفوهرر"، أي المبادرة دون أوامر مباشرة.
كان يُفصح أحيانًا عن رغباته صراحةً، وفي أحايين أخرى كان يُبقيها غامضة، فيبادر المسؤولون إلى تفسير إرادته وفق مقاييسهم، موجهين قراراتهم نحو ما يظنونه مرضاته. هذه البنية الخطابية تحمل دلالة على السلطة الكامنة لا المعلَنة، حيث القوة تُمارَس بالهيبة لا بالتعليمات، والولاء يُختبر عبر حسن الاستباق لا دقة التنفيذ.
أفضى تراكب الاختصاصات إلى صراعاتٍ كانت تُرفع لهتلر للحسم، غير أنه لم يكن مولعًا بالحسم المباشر، بل كان يؤثر ترك الأمور تتخمر حتى تتبلور إرادة الأقوى، أو تُفرض عليه النتيجة الظاهرة.
وقد انسحب هذا الأسلوب على المجال الموسيقي أيضًا، حيث تنازع ألفريد روزنبرغ وغوبلز الهيمنة على الثقافة، برؤى متباينة، وتوجهات أيديولوجية غير متطابقة. ورغم أن إنشاء غرفة الرايخ للثقافة أعطى اليد العليا لغوبلز، إلا أن روزنبرغ كان يظفر أحيانًا، أو يُعطّل تنفيذ قرارات خصمه.[بحاجة لمصدر]
في ما يخص الموسيقى، كانت لهتلر آراء حاسمة بشأن ما هو مقبول وما هو مرفوض. كان شغوفًا بموسيقى ريتشارد فاغنر، ويعدّها تعبيرًا عن "الروح الألمانية العليا"، إلا أنه رفض معظم الموسيقى المعاصرة التي اتسمت بـاللانونية والنشاز والإيقاعات المضطربة المتأثرة بما سماه "جاز الزنوج"، واعتبرها موسيقى "منحطة" و"نخبوية". في ما شكل تمييزًا ذوقيًّا ذا طابع سيادي، حيث لا يُفصَل الفن عن النَسَب، ولا الإيقاع عن الأصل العرقي، فالمقبول هو ما يعزّز التفوّق، والمرفوض ما يُضعف الصفاء القومي.
مع تولّي هتلر منصب مستشار ألمانيا عام 1933، جرى إلغاء العديد من الحفلات الموسيقية المعاصرة، وكذلك الإنتاجات الحداثية والتعبيرية في عروض الأوبرا، وتوقّف عرض مؤلفات ألبان بيرغ، هانس آيسلر، باول هندميث، أرنولد شونبرغ، أنتون فون فيبرن، كورت فايل، وآخرين، إلى جانب مؤلفات يهودية لمندلسون، مايربير، أوفنباخ، بل حتى جورج غيرشوين وإيرفينغ برلين.
وكانت هذه الإجراءات في بدايتها غير مركزية، بل نتيجة قراراتٍ عفوية اتخذها مسؤولون محليون عملوا "نحو الفوهرر"، عاكسين رؤى هتلر المعلَنة حول ما ينبغي أن تكون عليه موسيقى الأمة.
في واقعةٍ لافتة، أعرب هتلر نفسه عن امتعاضه من بعض تلك الاجتهادات المحلية، حيث قال بعد مغادرة عازف الكمان والمؤلف أدولف بوش البلاد: "حقًا إنه لأمرٌ مؤسف ألا يكون لدينا غاولايتَر في دريسدن يفقه شيئًا في الفنون... كان بوش ليكون أفضل قائد أوركسترا ألماني. لكن موتشمان أراد أن يملأ الفرقة برفاق الحزب القدامى لبثّ الروح الوطنية الاشتراكية."
يتّضح من هذه الحادثة أنّ هتلر، رغم تعصّبه الجمالي، لم يكن صارمًا على نحو دوغمائي في مسألة الانتماء السياسي للموسيقيين، بخلاف كثيرٍ من القيادات مثل روزنبرغ.
فعلى سبيل المثال، تغلّبت محبّته لأوبرات فرانز ليهار على نتائج التحقيق السلبي الذي أجراه روزنبرغ حول خلفية المؤلف. وكذلك الحال مع يوهان شتراوس، ذي الأصل اليهودي الجزئي، حيث أُجيزت موسيقاه لأن هتلر كان يستمتع بها، بينما حرص غوبلز على ألا يُكشَف نسبه للعامة.
هذا يدل على أن الذوق الشخصي للزعيم، بوصفه حاملًا لـ"روح الأمة"، كان أرفع من القانون، وأقوى من العقيدة الحزبية، مما يُبرز طابع الحكم النازي كنظامٍ تُدار فيه الثقافة بالهيبة والتقديس، لا بالنُظم والمؤسسية.

#### غوبلز ضد روزنبرغيوزف غوبلزألفريد روزنبيرغ
أدّى تأسيس غرفة الرايخ للثقافة إلى نشوء صراعٍ طويل الأمد بين غوبلز وألفريد روزنبيرغ حول قيادة المشهد الثقافي في ألمانيا النازية، بما في ذلك قطاع الموسيقى. وقد وجّه روزنبرغ انتقاداتٍ صريحة لبعض الشخصيات التي اختارها غوبلز لرئاسة الغرف الفرعية، معتبراً تعيين ريتشارد شتراوس رئيساً لغرفة الموسيقى "فضيحة ثقافية"، بسبب كون نصّ أوبراه الهزلية ("المرأة الصامتة") كُتب بقلم كاتب يهودي.
غضب غوبلز من هذا الطعن، وأوضح أن الكاتب ليس أرنولد تسفايغ كما ادّعى روزنبرغ، بل كاتب آخر هو اليهودي النمساوي شتفان تسفايغ. غير أن الغيستابو اعترضت لاحقاً رسالةً حرجة من شتراوس إلى تسفايغ، مما اضطر غوبلز إلى مطالبته بالاستقالة.
هاجم روزنبرغ أيضًا باول هندميث، في مثال آخر على النزاع بين الذوق العقائدي والذوق الاستراتيجي. تُظهر تصادماً بين مشروعٍ أيديولوجي صرف (يمثله روزنبرغ) ومقاربة براجماتية توفيقية (يمثلها غوبلز).
رغم جموح روزنبرغ الفكري، لم يستطع التفوق على غوبلز الذي جمع بين منصب وزير دعاية الدولة ورئيس الدعاية الحزبية، مما منحه سلطة تنفيذية شاملة تفوق ما يملكه روزنبرغ، الذي بقي محصورًا في مناصب حزبية.
تبدّل اسم منظمة روزنبرغ "رابطة الكفاح الثقافي" إلى "الجماعة الثقافية القومية الاشتراكية"، لكنها بقيت هامشية أمام جهاز غوبلز، حتى اندثرت تقريباً عام 1937. ومع ذلك، مُنح روزنبرغ لقباً رفيعًا طُنطنًا: "المفوّض الخاص للفوهرر للتكوين الفلسفي والفكري العام للحزب القومي الاشتراكي."
ميزة غوبلز كانت حضوره المستمر في أذن الفوهرر، وهو امتياز لم يحظَ به روزنبرغ، إذ كان هتلر ينظر إليه باستخفاف، واعتبره مفكّراً ضعيفاً ومتراخياً، وأبقى بينه وبينه مسافةً وظيفية.
أما ميزة روزنبرغ فكانت في تطابق ذائقته الموسيقية مع ذوق هتلر أكثر من غوبلز، حيث كان الأخير يُقدّر بعض عناصر الموسيقى الحديثة، وهو ما كان هتلر يرفضه تمامًا.
لكن، وبحلول عام 1939، أذعن روزنبرغ لهيمنة غوبلز الثقافية، ووجّه اهتمامه نحو قضايا السياسة الخارجية.

#### قادة نازيون آخرون
شملت دائرة النفوذ الثقافي قادةً كبارًا آخرين: هيرمان غورينغ الذي تحكّم في مؤسّسات بروسيا، برنهارد روست وزير التعليم المسؤول عن الكونسرفاتورات، روبرت لاي رئيس «جبهة العمل الألمانية» التي استوعبت النقابات بما فيها الموسيقيون، وبالدور فون شيراخ قائد شبيبة هتلر المسؤول عن موسيقى فيينا. ــ المشهد يرسم «فسيفساءَ سلطات»، لكن الهدف المشترك: إزالة الوجود اليهودي من الثقافة الموسيقية.
برغم التنافس، توافقت هذه القيادات على طرد اليهود بالمنع أو الهجرة. وبحلول منتصف 1935 كانت الساحة الموسيقية قد نُقّيت عبر قانون استعادة الخدمة المدنية المهنية (أبريل 1933) الذي استبعد مئات الموسيقيين من الأوركسترات ودور الحفلات.

#### القوائم السوداء
ولسدّ ثغرات التداخل الإداري، نشر شتراوس في يونيو 1935 سجلًّا بثلاث فئات أوبرا «مسموح بها»، تلاه لائحةٌ بـ108 أعمال «محظورة إطلاقًا». كما أصدرت إذاعة برلين قائمةً أولية بـ99 مؤلفًا مُنعَت أعمالهم، صحّحتها لاحقًا.
في 1937 نقل غوبلز سلطة غرفة الموسيقى إلى وزارة الدعاية، مأسسًا هيئة رقابة الموسيقى في الرايخ التي أشرفت على النشر والبث والتسجيل. ــ يَظهر هنا انتقال «الضبط» من تعدّد المراكز إلى «مركزٍ واحدٍ مُطلَق».

### قاعات الحفلات
ركّز غوبلز بادئ ذي بدء على قطاع قاعات الحفلات الآخذ في التوسع؛ إذ رأى أنّ الموسيقى الحيّة تصنع تجربةً وجدانية تُنافس الدين في أثرها، وأنّ سيمفونيات بروكنر وفاغنر يمكنها إيقاظ «روحٍ آريّة» جمعيّة تُضاهي نشوة الطقس الكنسي.
لذلك سوّق الفنّ الآري وأقصى العبري واللاتيني والسلافي؛ فأُلغيت حفلة برونو فالتر في لايپزيغ بفعل «تهديد بالعنف»، ثم أُدرج اسمه على القائمة السوداء وحلّ محله شتراوس على منصة برلين فيلهارموني.
المعيار لم يكن العِرق فحسب؛ فالموسيقى الحديثة أو اللانونية حوربت ولو كان مؤلفها ألمانيًا، كما في حال شونبرغ وتلاميذه. أمّا فينفريد تسيلّيغ، فأبقى أسلوب الثاني عشرية لكن بطابع لحني وبطولات ريفية تلائم الأيديولوجيا، فسمح له بالظهور.
لأسباب دبلوماسية لم تُحظر مؤلفات بيلا بارتوك—حليف المجر—رغم مواقفه المعادية للفاشية، فيما واصل إيغور سترافينسكي قبض الرواتب عن أداء أعماله داخل الرايخ برغم إدراجها في معرض «الموسيقى المنحطة».

### الموسيقى المنحطة
في مايو 1938 نظّم هانس زيفيروس تسيغلر بمعرض «تجمّع الرايخ للموسيقى» في دوسلدورف معرض «الموسيقى المنحطة» Entartete Musik، عارضًا «سحرًا شيطانيًا للفنّ البلشفي». ومع أنّ غوبلز انتقد بعض مفرداته فاختصر مدة العرض إلى ثلاثة أسابيع، فقد اصطف الجمهور طويلًا لسماع مقاطع من أوبرا البنس الثلاثة لكورت فايل، ما أظهر فجوةً بين ذائقة السلطة وميول الشعب.

## الراديو والموسيقى الشعبية

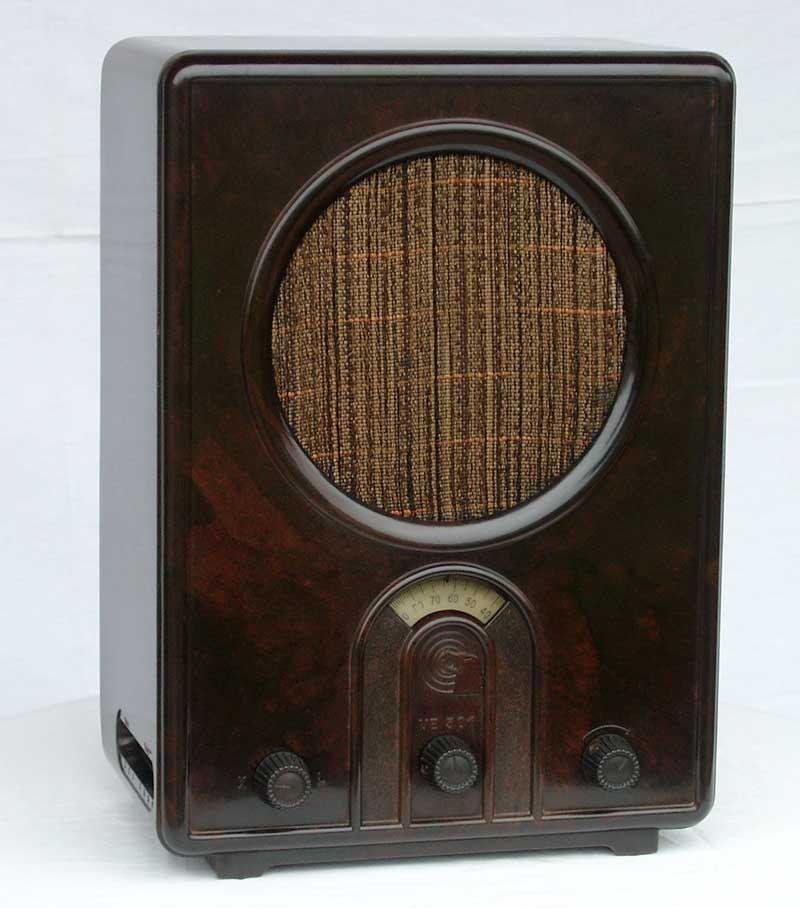
جهاز Volksempfänger («مستقبِل الشعب»)

عدّ غوبلز الراديو «القوة الثامنة العظمى»، وأعاب على الصناعة الربحية تشتيتها «الرسالة القومية»، فأطلق جهاز فولكزمبفانجر (مستقبل الشعب) بسعر 76 ماركًا، ما أتاح للطبقات كافة امتلاك الراديو، وإن كان عُرِّض لعطبٍ متكرر ولنشوء سوقٍ سوداء لقطع غياره.
قسّم قسم الدعاية الحزبي إدارة الراديو إلى مكاتب ثلاث: «الراديو الثقافي والتنظيمي»، «تقنية الراديو»، و«دعاية الراديو». مع ذلك شدّد غوبلز على قاعدة ذهبية: «لا تكن مملًا!»، فخلط المحتوى الترفيهي بالمحتوى التعبوي، جامعًا «سلاسة السمع» مع «سطوة الرسالة».

### الموسيقى الشعبية والإذاعة
حقّق برنامج "حفلات الطلب الجماهيري" رواجًا شعبيًّا بالغًا، إذ كانت تُبَث فيه الأغاني الرائجة ومقطوعات الترفيه بصيغةٍ لم تختلف كثيرًا عن نمط جمهورية فايمار. ــ الصيغة تكشف توتّرًا لغويًا بين «تجديد النازية» و«استبقاء الشعبيّ»، مما يدل على مرونة خطاب السيطرة الناعمة.
انتشرت الأغاني العاطفية مثل "Ich weiss, es wird einmal ein Wunder geschehen" (أعلم أنّ معجزة ستقع يومًا) للمغنية زارا لِأندر، وأغنية "Es geht alles vorüber, es geht alles vorbei" (كل شيء سيمضي) التي غنّتها لاله أندرسن واستمع إليها الجنود الألمان في معركة ستالينغراد متحلّقين حول المذياع. أمّا "ليلي مارلين"، فقد تحوّلت إلى نشيدٍ يتجاوز الجبهات، وأدّتها مارلينه ديتريش للحلفاء بعنوان "ليلي تحت الضوء"، وغنّتها أيضًا فيرا لين وإديث بياف.
لم يُرضِ هذا الغناءُ نبرةُ الحنين والانكسار فيه جوزيف غوبلز، فاعتقل أندرسن في سبتمبر 1942 بتهمة "النيل من الروح المعنوية للجند"، ومنعها من الأداء حتى منتصف 1943. وعندما عادت إلى الحفلات، لم تُدرَج "ليلي مارلين" في البرنامج، فغنّاها الجمهور بنفسه. وفي أغسطس 1944 حُظرت الأغنية رسميًا. وفي ختام الحرب، بثّت السلطات البريطانية النسخة الألمانية منها عبر القنال الإنجليزي أملاً في التأثير النفسي على القوات الألمانية.
تسبّب عددُ البيروقراطيين واللجان في هيكل الإذاعة بتشكيلٍ إداريٍّ غير تقليدي، رآه غوبلز معوِّقًا للكفاءة ومؤشرًا على الفساد. ــ في خطابه، تُستخدم مفردات "الشعب"، "الخير العام"، "الفعالية" كأُطر شرعية لتبرير احتكار الدولة للبث.
منذ أغسطس 1939، بسط غوبلز سيطرته الكاملة على الإذاعة من المحتوى إلى التوزيع. لم يعد الضبط مقتصرًا على قاعات الحفلات، بل تمّ مركزة الصوت القومي عبر البث الوطني. ــ التحوّل من المحلي إلى المركزي في وسيلة جماهيرية يُجسّد نقلة استراتيجية في هندسة الشعور القومي.
عبر تشبيع الأثير بالموسيقى القومية، ومقاطعة المؤلفات اليهودية، استثمر غوبلز في المنتج الثقافي لتوسيع السيطرة السياسية.
كما في الموسيقى الكلاسيكية، مُنع الفنّانون الشعبيون اليهود من الأداء، وكثيرٌ منهم نُقلوا إلى معسكرات الاعتقال: فريتس غرونباوم، فنّان الكاباريه، رُفض على الحدود عند محاولته مغادرة النمسا بعد الأنشلوس، وسُجن في بوخنفالد ثم داخاو حيث تُوفي سنة 1941. فريتس لُونَر-بيدا، كاتب أوبرات شهير، أُرسل إلى أوشفيتز حيث قُتل ضربًا في معسكر مونوفيتس. أما مؤلف الأغاني رالف إيروين، فقد غادر ألمانيا في 1933، ثم قُبض عليه في فرنسا، وتوفي في معسكر اعتقال هناك.
أما موسيقى السوينغ، فقد بدأت في أمريكا بفضل العازف بيني غودمان، وسرعان ما اجتذبت شبّان أوروبا. لم تتمكّن السلطات النازية من منعها كليًّا، رغم وصفها بـNegermusik ("موسيقى الزنوج")، لكنهم سعوا لاحتوائها. مثال ذلك: "فرقة تشارلي" الرسمية التي أدّت موسيقى السوينغ وامتلكت جمهورًا إذاعيًا في بريطانيا.
حتى ضباط قوات الأمن الخاصة النازية المتمركزين في باريس بعد 1940 كانوا يرتادون نوادي الجاز، رغم أن الموسيقى غير منسجمة مع "الذوق الرسمي". تُظهر هذه الوقائع حدود "الخطاب القومي" أمام الفنّ، وتبرز ازدواجية التلقّي بين الرسمي والذوقي.